# 鳴門らっきょ

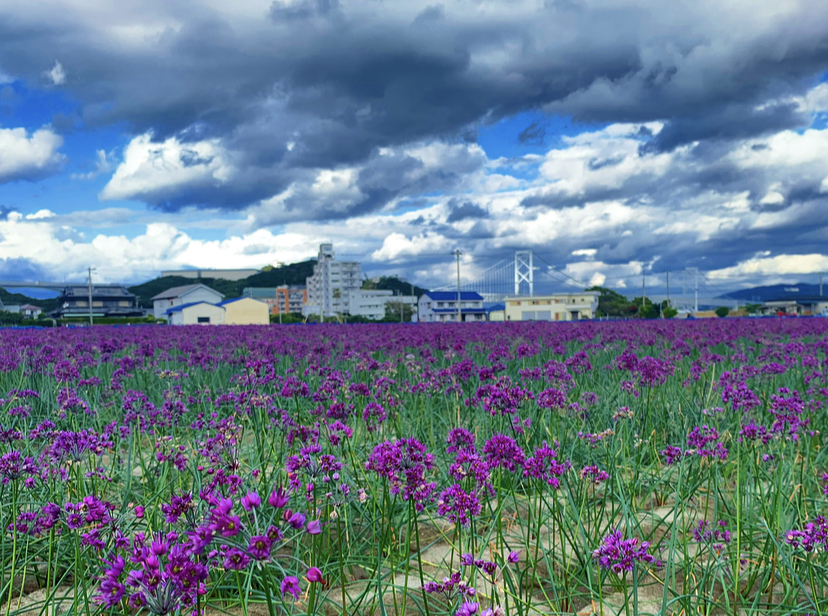
大毛島のらっきょう畑

鳴門らっきょ（なるとらっきょ）は、徳島県鳴門市の大毛島で栽培されているラッキョウの総称。

## 概要
鳴門市の大毛島の砂地で栽培され、ミネラルの豊富な海砂で育てられる。小粒で色白なのが特徴で、5月から6月にかけて出荷される。2008年（平成20年）8月に特許庁の地域団体商標に登録された。商標登録番号は第5155666号。地域団体商標の権利者は、徳島北農業協同組合となっている。

## 鳴門らっきょの花まつり
2001年（平成13年）より毎年11月に大毛島で「鳴門らっきょの花まつり」が開催される。主催者はJA徳島北・大毛島ブランド確立協議会で後援は鳴門市・鳴門藍住農業支援センター・JA全農とくしま。瀬戸内海国立公園に隣接した大鳴門橋を臨むらっきょう畑において、来場者が約3kmの散歩コースでスタンプラリーを行う。また会場には特産品の鳴門らっきょうや鳴門金時、れんこん、鳴門わかめなどの直売所が設けられる。